# مكتبة متحف قصر طوب قابي
مكتبة متحف قصر طوب قابي (بالتركية: Topkapı Sarayı Müzesi Kütüphanesi)‏ هي المكتبة الملحقة بقصر طوب قابي في إسطنبول. تأسست المكتبة عام 1928م، ويُسمح للجمهور باستخدام المكتبة، التي تفتح أبوابها بين الساعة 09:00 صباحًا و 17:00 مساءً ما عدا يومي السبت والأحد من كل أسبوع، وتوجد بالمكتبة خدمات نسخ الأعمال وخدمات التصوير والشرائح والصور والميكروفيلم.

## المحتويات
تم تصنيف الكتب التي جُمعت من العديد من الأقسام في قصر طوب قابي.
تحوي بالمكتبة حوالي 15,000 مخطوطة مهمة وبخاصة مخطوطات للخطاطين المشهورين الذين عاشوا في العهد العثماني، ولوحات خطية، وزخارف، وأغلفة كتب، ومنمنمات، وخرائط، وما إلى ذلك. 
تم جمع الكتب التي وصلت حديثًا في قسم يسمى «المخطوطات الجديدة». تحتوي المكتبة، التي تضم ما يقرب من ثلاثة عشر ألفًا وأربعمائة وخمسين كتابًا، على أعمال بجميع اللغات القديمة في العالم تقريبًا.
كما تحوي المكتبة أيضا على بعض أثر رسول الله محمد صلى الله عليه وسلم، وتحديدا قميصه.
وللمؤرخ العراقي «كوركيس عواد» كتاب «مخطوطات مكتبة متحف قصر طوب قابي».